# Arantia gestri
Arantia gestri är en insektsart som beskrevs av Griffini 1906. Arantia gestri ingår i släktet Arantia och familjen vårtbitare. Inga underarter finns listade i Catalogue of Life.